# Бліц-Інформ
ПрАТ «Бліц-Інформ» — підприємство поліграфічної промисловості у Києві. Тривалий час залишалося одним із лідерів видавничої і поліграфічної сфери в Україні та виробляло понад 70 % промислової продукції Деснянського району.
За підсумками загальнонаціональної програми «Людина року-99», «Бліц-Інформ» визнаний переможцем у номінації «Найкраще підприємство року». У 2003 році холдинг став власником премії «Медіа-Олімп» і звання «Золота торговельна марка».
Основні види продукції: поліграфічна та пакувальна продукція, видавнича діяльність.
В різні роки філії компанії діяли у 28–ми містах України, а також у Москві. Загальна кількість працівників становила більш ніж 5 тисяч чоловік. У структуру холдингу входили: видавництво ― «Бліц-Інформ», яке випускало журнал «Наталі», газети «Бізнес» та «Бухгалтерія»; і два заводи: «Бліц-Принт», «Бліц-Пак».
У 2018 році видавництво «Бліц-Інформ» відокремилося шляхом продажу частки, що належала ПрАТ «Бліц-Інформ» і існує тепер як ТОВ "Видавничий дім «Бліц-Інформ» (газета «Бухгалтерія», сайт Бізнес.медіа)
«Бліц-Принт» друкує етикетки, журнали, рекламну продукцію. Обслуговує такі бренди, як «Оболонь», «Гетьман», «Славутич». Впроваджено новий поліграфічний комплекс для виготовлення часописів та книжкової продукції. Освоюються нові технології при виготовлені етикеток на еталізованих паперах. Розроблена та впроваджена система зволоження друкарських форм без використання ізопропілового спирту в ролевій друкарні. Ця розробка має велике значення для охорони довкілля, оскільки ліквідує викиди в атмосферу парів ізопропілового спирту.
«Бліц-Пак» виготовляє картонне пакування, щомісяця на суму понад два мільйони доларів. У 2003 році добудовано сучасний чотириповерховий корпус, в якому встановлено обладнання, яке збільшило потужності підприємства.

## Поліграфічний музей
На території заводу діє поліграфічний музей. Серед експонатів музею: друкарський верстат Wuerzburg 1875, ручний літографський рейберний верстат Krause (1884), пласкодрукарська стоп-циліндрова машина ПП-45Р, стоп-циліндрова пласкодрукарська машина «Maxima-Front», верстат для друку літографій виробництва Gutenberg-Haus (Австро-Угорщина), кишенькова рахівниця (перша половина XVIII століття), годинник вахтовий (перша половина XIX століття), універсальний прес для формування й обрізки книжкового блоку, спеціальні шкребки й ножі для виготовлення книжкових палітурок з різних матеріалів: картону, дерева, шкіри; «Збірник повчань Іоанна Златоуста», «Мистецтво друкарства на вашому підприємстві», том 1, Олександра Вальдома (1873), книга Грута Ворстена «Історія розвитку південних і південно-західних областей Росії» (1744), літографська друкарська форма, призначена для друку зображення на пакуванні, мікроскоп 3-композиційний (друга половина XVIII століття), тигельна друкарська машина системи «Бостонка» (1900), арифмометр плаский (перша половина XIX століття), газетна ротаційна друкарська машина ПРГ, ручний коректурний верстат Hopkinson & Cope Ninsbury (1855).